# Homo gautengensis
Homo gautengensis (Curnoe, 2010) è una specie di ominide proposta dall'antropologo e biologo Darren Curnoe nel 2010, sulla base di fossili del Sudafrica in precedenza attribuiti a Homo habilis, a Homo ergaster o in alcuni casi  ad Australopithecus. Secondo Curnoe sarebbe la più antica specie appartenente al genere Homo.

## Scoperta
Le analisi del maggio 2010 del fossile repertoriato come STW 53, un teschio parziale rinvenuto decenni prima a Sterkfontein, vicino a Johannesburg in Sudafrica, precedentemente attribuito all'Homo habilis, portarono l'antropologo Darren Curnoe a proporre la nuova specie. 
I primi resti di questa specie furono scoperti nel 1977, ma furono quasi completamente ignorati. Furono catalogati come StW 53, ed etichettati come anomali.
L'identificazione dell'Homo gautengensis si basava su teschi parziali, numerose mandibole, denti ed altre ossa, attribuibili a sei individui diversi, trovati in momenti diversi nelle siti paleoantropologici dell'area nota come culla dell'umanità. I campioni più antichi sono quelli provenienti da Swartkrans Member 1, datati tra 1,9 e 1,8 milioni di anni fa.. Il campione StW 53 proveniente da Sterkfontein ha tra gli 1,8 e gli 1,5 milioni di anni. Un campione proveniente dalla grotta Gondolin risale a circa 1,8 milioni di anni fa. Altri campioni di Sterkfontein Member 5 risalgono a 1,4/1,1 milioni di anni fa, ed i campioni più recenti di Swartkrans Member 3 sono di 1,0/0,6 milioni di anni fa..
Ad oltre un decennio dalla pubblicazione della proposta di questa nuova specie, questa non è stata ancora accettata dalla generalità degli studiosi del settore, tra i quali si è formata l'ipotesi che l'Homo gautengensis, al pari di altre specie proposte come specie distinte (Homo rudolfensis, Homo ergaster e Homo habilis), in effetti non siano altro che delle variazioni locali dell'unica specie dell'Homo erectus.

## Descrizione
Secondo l'antropologo l'Homo gautengensis aveva grandi denti adatti per la masticazione di vegetali. Aveva grandi denti ed un piccolo cervello, ed era "probabilmente uno specialista ecologico, consumando più vegetali rispetto all'Homo erectus, all'Homo sapiens, e probabilmente anche rispetto all'Homo habilis". Sembra che producesse ed utilizzasse arnesi in pietra e che fosse in grado di accendere fuochi, come sarebbe dimostrato dall'esistenza di ossa animali bruciate nei pressi dei resti di Homo gautengensis.
L''Homo gautengensis era alto poco più di un metro, e cpesava circa 50 chilogrammi, camminava su due piedi quando si trovava a terra, ma probabilmente passava molto tempo sugli alberi, forse per mangiare, dormire e fuggire dai predatori. Questa tesi oggi è insostenibile, in quanto la conformazione dell'orecchio interno punta verso una andatura di tipo più quadrupede che bipede.
Secondo i ricercatori non sarebbe stato in grado di parlare. A causa della sua anatomia e dell'epoca geologica, gli studiosi pensano che fosse un parente stretto dell'Homo sapiens, ma non necessariamente un antenato diretto.